# Rivière du Diable (rivière Rouge)
Pour les articles homonymes, voir Diable (homonymie).
La rivière du Diable est un cours d'eau coulant dans les régions administratives de Lanaudière et des Laurentides, au Québec, au Canada.
La rivière traverse le parc national du Mont-Tremblant qui comporte six grandes rivières, ainsi que 400 lacs et ruisseaux. Les attractions naturelles du parc, les équipements et services attirent annuellement des centaines de milliers de visiteurs.
Dès le XIXe siècle la foresterie a été l'activité économique dominante dans les zones traversées par la rivière. Avec la venue du chemin de fer dans les Laurentides au XIXe siècle, les activités récréotouristiques ont été mises en valeur.

## Géographie
D'une longueur de 82 km (mesuré en suivant le courant), la rivière du Diable prend sa source au Lac du Diable (longueur : 2,5 km orienté vers le sud ; altitude : 477 m). Ce lac est situé dans le territoire non organisé du Lac-Legendre, dans la municipalité régionale de comté de Matawinie, dans la région administrative de Lanaudière. Ce lac est situé à environ 10 km au sud de l'embouchure de la rivière Matawin Ouest qui se déverse dans la rivière Matawin. L'embouchure du lac du Diable est situé du côté ouest.
La rivière du Diable coule dans les entités municipaux suivantes :
- Lac-Legendre , dans la municipalité régionale de comté (MRC) de Matawinie, région administrative de Lanaudière,
- Baie-des-Chaloupes , MRC Antoine-Labelle, région administrative des Laurentides,
- Lac-Supérieur (municipalité), MRC Les Laurentides, région administrative des Laurentides,
- Mont-Tremblant, MRC Les Laurentides, région administrative des Laurentides.

### Parcours de la rivière en aval du lac du Diable
À partir de l'embouchure du lac du Diable, le courant de la rivière du diable coule sur (segment de 16,2 km) :
1. 400 m vers l'ouest, jusqu'au lac en Croix ;
2. 3,9 km vers l'ouest, en traversant le lac en Croix ;
3. 1,1 km vers le sud-ouest jusqu'au barrage du Diable ;
4. 1,8 km vers l'ouest jusqu'à l'embouchure du ruisseau Plat ;
5. 3,8 km vers le nord-ouest jusqu'au lac aux Herbes ;
6. 2,5 km vers le sud en traversant le lac aux Herbes, jusqu'au barrage situé au sud du lac ;
7. 1,0 km vers le sud jusqu'à l'extrémité nord-est du lac Montcourt ;
8. 1,7 km vers le sud-ouest en traversant le lac Montcourt.

### Parcours de la rivière en aval du lac Montcourt
À partir du lac Montcourt, le courant de la rivière du diable coule sur (segment de 7,9 km) :
1. 1,0 km vers le sud-ouest jusqu'à la décharge du lac Crowfoot, arrivant du nord-ouest ;
2. 2,3 km vers le sud-ouest jusqu'au ruisseau Beaulieu, arrivant du sud ;
3. 1,3 km vers le sud-ouest jusqu'à la décharge du lac de la Savane, arrivant du nord ;
4. 1,0 km vers le sud-ouet jusqu'à la décharge du lac Tador, arrivant de l'ouest ;
5. 1,5 km vers le sud jusqu'au lac Escalier ;
6. 0,8 km vers le sud-ouest, en traversaqnt le lac Escalier.

### Parcours de la rivière en aval du lac Escalier
À partir du lac Escalier, la rivière du Diable coule sur (segment de 7,6 km) :
1. 0,4 km vers l'ouest, jusqu'au barrage. Le pont de la route forestière traverse la rivière au pied du barrage ;
2. 0,3 km vers le sud-ouest jusqu'à la décharge du lac Rossi, venant du nord ;
3. 0,8 km vers le sud-ouest jusqu'à la décharge des lacs Grenoux et Rodrigue ;
4. 1,4 km vers le sud (en formant une courbe vers l'ouest), jusqu'à la chute du Diable ;
5. 2,2 km vers le sud-ouest jusqu'au lac Monroe ;
6. 1,8 km en traversant le lac Monroe vers le sud-est ;
7. 0,7 km vers le sud-ouest en traversant le Petit lac Monroe qui est connecté directement au lac Monroe, jusqu'au barrage à l'embouchure du lac.

### Parcours en aval du Petit lac Monroe
À partir du barrage du Petit lac Monroe, la rivière du Diable coule sur (segment de 29 km en suivant le courant) :
1. 0,4 km vers le sud-ouest en traversant sous le pont de la route forestière, jusqu'au lac Chat ;
2. 0,7 km vers le sud-ouest en traversant le lac Chat ;
3. 1,9 km vers le sud-ouest, puis 1,9 km vers le sud en plusieurs serpentins jusqu'au ruisseau des Pruches, venant de l'ouest ;
4. 4,8 km (ou 2,2 km en ligne directe) en nombreux serpentins vers le sud-ouest en formant de nombreux serpentins jusqu'à un pont routier, en coulant à l'est du Mont Tremblant ;
5. 7,7 km (ou 3,5 km en ligne directe) en plusieurs serpetins jusqu'au pont routier situé à 0,8 km au sud-est du sommet du Mont La Tuque (altitude : 594 m) et à 1,1 km à l'ouest du sommet du Mont Éléphant (altitude : 567 m) ;
6. 3,8 km vers le sud-ouest en formant quelques courbes, passant à 1,7 km à l'ouest du lac Supérieur, et coulant jusqu'au barrage ;
7. 2,4 km vers le sud jusqu'à l'embouchure de la rivière Archambault ;
8. 7,3 km vers l'ouest, en contournant par le sud le Mont Tremblant. La rivière traverse alors les rapides à Millette et deux autres zones de rapides ; elle passe sous le pont Beauvallon, coulant jusqu'à l'embouchure de la décharge du lac Tremblant, venant du nord.

### Parcours en aval de la décharge du lac Tremblant
À partir de la décharge du lac Tremblant, la rivière du Diable coule sur (segment de 21,3 km en suivant le courant) :
- 1,8 km jusqu'au pont du village. Cette route relie le lac Ouimet au lac Mercier ;
- 0,4 km jusqu'au vieux pont de fer ;
- 1,7 km jusqu'au pont de la Diable ;
- 7,5 km comportant quelques serpentins jusqu'au ruisseau Noir, lequel provient du côté est du lac Carré et coule au nord du village de Saint-Jovite ;
- 2,7 km en serpentins jusqu'au pont de la route 117 ;
- 1,9 km vers le sud avec deux légères courbes, et 6,0 km (ou 2,2 km en ligne directe) vers le sud-ouest en nombreux serpetins, jusqu'à l'embouchure du lac Maskinongé ;
- 5,3 km (ou 2,5 km en ligne directe) vers le sud, où elle passe sous le Pont Prud'homme, jusqu'à son embouchure où elle se déverse dans la rivière Rouge, à 7,3 km au sud-ouest du centre du village de Saint-Jovite.

## Toponymie
Ce toponyme n'est aucunement en lien avec Lucifer. En usage depuis au moins la seconde moitié du XIXe siècle, ce toponyme se réfère à la nature tumultueuse de cette rivière qui comporte de nombreux rapides, chutes, remous et méandres, qui compliquaient le travail des draveurs ; dans l'histoire, plusieurs noyades y sont survenues.
Cette désignation toponymique figure notamment dans un rapport d'arpentage de G. E. McMartin (1887), dans son ouvrage de Benjamin-Antoine Testard de Montigny, La Colonisation. La désignation « Devil R » figure dans le document Le Nord de Montréal ou la région Labelle, publié en 1896, et aussi sur des documents cartographiques de 1911 et de 1922. Les entreprises forestières ont utilisé le courant de la rivière pour le transport du bois par flottaison.
Le toponyme rivière du Diable a été officialisé le 5 décembre 1968 à la Banque des noms de lieux de la Commission de toponymie du Québec.